# Beaudesert Castle

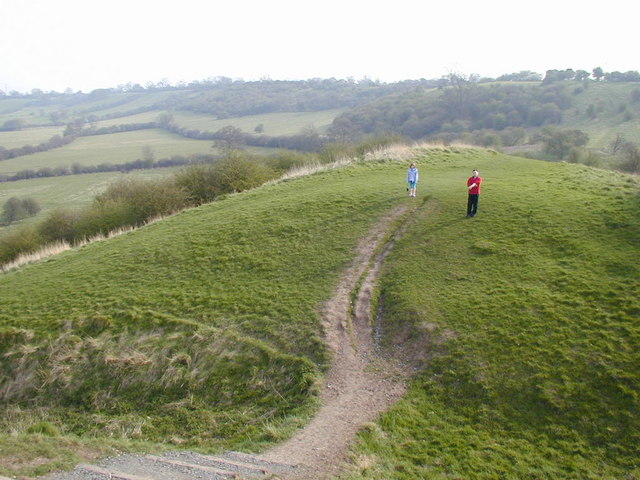
Stein und Erdwerke von Beaudesert Castle

Beaudesert Castle ist eine abgegangene Burg im Dorf Beaudesert, östlich von Henley-in-Arden in der englischen Grafschaft Warwickshire. Es ist ein Scheduled Monument.
Eine Motte wurde, womöglich auf dem Gelände eines alten britischen Forts, bald nach der normannischen Eroberung Englands errichtet. Im 13. Jahrhundert wurde dort eine steinerne Burg gebaut. Ein einzelner Stein und Erdwerke sind heute die einzig erhaltenen Überreste.
Das Anwesen wurde im Rahmen der Channel-4-Fernsehserie Time Team, Serie 9, 2002 untersucht.